# بني بونصر (الصباب)
بني بونصر هي إحدى مشيخات المملكة المغربية، تتبع جغرافيا لإقليم جرسيف وإداريًا لالصباب. يقدر عدد سكانها بـ 3976 نسمة حسب الإحصاء الرسمي للسكان والسكنى لسنة 2004.